# Massacre de Pauma
 (mai 2025).
Le massacre de Pauma a lieu en décembre 1846, dans la vallée de Pauma, au nord d'Escondido, en Californie. Les Indiens Luiseños tuent onze lanciers californios, qui leur avaient volé des chevaux. L'action est liée à une série de conflits régionaux pendant la guerre américano-mexicaine et fait suite à la bataille de San Pasqual en Californie. Fondamentalement, l'événement est également lié à l'appropriation des terres de la Mission Luiseno par les Luiseños après que la mission, qui prospérait en atteignant une population de 3 000 habitants, a été sécularisée en 1833. Le gouverneur José Figueroa avait accordé aux Luiseños trois pueblos, dont Las Flores et San Pascual. Pio Pico devait conserver les terres de la mission en fiducie pour le gouvernement en tant qu'administrateur en attendant une décision sur ce qu'il fallait en faire. Finalement, Pico prend Las Flores comme ranch personnel. Il est saussi l'homme qui dirige les Mexicains à la bataille de San Pascual. Les Indiens Kumeyaay vivaient à San Pascual, et bien qu'ils soient originaires de la mission voisine de San Diego, ils considéraient également Pio Pico avec méfiance, et leurs sympathies pour les Américains ont peut-être été décisives, étant donné leur connaissance du terrain sur lequel ils vivaient. Les Mexicains perdent et prennent ensuite 11 chevaux à une communauté Luiseño voisine, qui riposte ensuite en tuant 11 soldats mexicains californios lors du massacre de Pauma. 

## Contexte
Après la bataille de San Pasqual, des lanciers californios, une force militaire mexicaine, se divisent en différents groupes. Un groupe de onze hommes se rend au Rancho Pauma, propriété de José Antonio Serrano. En chemin, les hommes volent un troupeau de beaux chevaux appartenant à la bande Pauma des Luiseño et se retirent au rancho.
Serrano, son fils Jésus, âgé de quatorze ans, et son beau-frère José Aguilar se rendent à Pala, où séjournent la femme de Serrano et d'autres enfants. Avant de partir, Serrano aurait entendu deux femmes Luiseño discuter d'un complot visant à capturer les Californios.

## Les événements
Le soir, le chef Manuelito Cota (également appelé chef Manuel) emmène avec lui un groupe de la bande Pauma à Rancho Pauma. Le chef frappe à la porte et se présente. Les Californios connaissent le chef et entretiennent avec lui des relations pacifiques. Lorsque les Californios ouvrent la porte, le chef et ses hommes capturent les lanciers.
Ils emmènent onze prisonniers à El Potrero, une rancheria indienne, pour la nuit. Le lendemain, le groupe se rend à Aqua Caliente (maintenant connu sous le nom de Warner Springs). Le chef Manuel réunit les groupes de la région pour un conseil tribal afin de décider du sort des voleurs de chevaux.
Les chefs tribaux décident de faire subir des tortures rituelles aux Californios les exécutent ensuite pour leurs crimes contre la bande Pauma.

## Liste des tués lors du massacre de Pauma
1. Manuel Serrano
2. Ramón Aguilar
3. Francisco Basualdo
4. José María Alvarado
5. Mariano Dominguez
6. Santiago Osuna
7. José López
8. Stade Ruiz
9. Juan de la Cruz
10. Nom inconnu
11. Santos Alipas

## Conséquences
Lorsque la nouvelle du massacre parvient aux forces mexicaines à Los Angeles, le général José María Flores désigne José del Carmen Lugo de San Bernardino pour diriger un groupe de soldats afin de venger la mort des lanciers. Les soldats accomplissent leur mission avec l'aide des Indiens Cahuilla alliés. Ils tuent 33 à 40 guerriers Luiseños, y compris les chefs qui avaient autorisé l'attaque précédente contre les Californios au cours de ce qui sera appelé le massacre de Temecula.